# Цулукиани, Тея
Тея Цулукиани (груз. თეა წულუკიანი, род. 21 января 1975, Тбилиси, Грузинская ССР) — грузинский политический и государственный деятель. Член политсовета партии «Грузинская мечта — Демократическая Грузия». Вице-премьер и министр культуры, спорта и молодёжи Грузии с 2021 года. Депутат парламента Грузии с 2020 года. В прошлом — вице-премьер в правительстве Георгия Гахария (2019—2020) и министр юстиции Грузии (2012—2020).

## Биография
Родилась 21 января 1975 года в Тбилиси. Родители — судья и прокурор Автандил Цулукиани и Гиули Шанидзе, есть также младший брат Бату.
Окончила в 1992 году Колледж-лицей Ампера во французском городе Лион. В 1997 году с отличием окончила факультет международного права и международных отношений Тбилисского государственного университета. В 2000 году получила степень магистра государственного управления (MPA) в Национальной школе администрации во французском городе Страсбург.
С сентября 2000 по февраль 2010 года работала штатным сотрудником в Европейском суде по правам человека во французском городе Страсбург.
В мае 2010 года стала советником по вопросам прав человека председателя партии «Наша Грузия — свободные демократы», затем стала заместителем председателя партии.
По результатам парламентских выборов 1 октября 2012 года избрана депутатом парламента Грузии от партии «Грузинская мечта — Демократическая Грузия» под руководством миллиардера Бидзины Иванишвили. Вскоре покинула парламент в связи с переходом в правительство.
25 октября 2012 года назначена министром юстиции. 13 сентября 2019 года назначена вице-премьером в правительстве Георгия Гахария. 29 сентября 2020 года подала в отставку.
По результатам парламентских выборов 31 октября 2020 года избрана депутатом парламента Грузии от партии «Грузинская мечта — Демократическая Грузия». Возглавила парламентский комитет по образованию, науке и культуре.
19 марта 2021 года  премьер-министр Грузии Ираклий Гарибашвили назначил Тею Цулукиани министром культуры, спорта и молодежи Грузии после разделения Министерства образования, науки, культуры и спорта на два ведомства. Приступила к обязанностям 22 марта. 12 июля премьер-министр Грузии Ираклий Гарибашвили назначил Тею Цулукиани вице-премьером вместе с Леваном Давиташвили.
В 2023 году награждена Орденом Плеяды — «орденом Франкофонии и диалога культур», международной наградой, учреждённой Парламентарной ассамблеей Франкофонии (APF).

## Личная жизнь
В декабре 2016 года вышла замуж за Нугзара (Нуго) Какулию, в прошлом директора Учебного центра юстиции Грузии, пара воспитывает дочь Мариам (род. 2017).